# Lüterswil
Lüterswil est une localité et une ancienne commune suisse du canton de Soleure, située dans le district de Bucheggberg.

## Histoire
La première mention du village, situé dans une cuvette sur la route allant de Limpach (dans le canton de Berne) à Biezwil, remonte à 1276. En 1391, le village, alors part de la seigneurie de Buchegg, devient une propriété de la ville de Soleure.
Le 1er janvier 1995 la commune a fusionné avec sa voisine de Gächliwil pour former la nouvelle commune de Lüterswil-Gächliwil.
Le 18 juin 2023, les habitants de Lüterswil-Gächliwil acceptent à 93,4 % de s''intégrer à la commune voisine de Buchegg. La fusion est effective depuis le 1er janvier 2024.

## Patrimoine bâti
Les anciens bains, situés dans une construction à colombages du début du XIXe siècle, de même que le moulin à huile du Grabenöli (datant probablement du XVIe siècle et restauré en 1988), sont inscrits comme biens culturels d'importance régionale.